# ЦСК ВПС (жіночий футбольний клуб)
ЦСК ВПС (Центральний спортивний клуб Військово-повітряних сил) (рос. ЦСК ВВС / Центральный спортивный клуб Военно-Воздушных сил) — російський жіночий футбольний клуб з міста Самара. Учасник чемпіонатів Росії в 1990—2004 роках. У 2011 році клуб виступав під назвою «Крила Рад».

## Хронологія назви
- 1988 — «Претендент» (Алмати)
- 1989 — «Грація» (Алмати)
- 1990 — «Мерей» (Алмати)
- 1991 — «СКА-Мерей» (Алмати)
- весна 1992 — ЦСК ВПС (Тольятті)
- 1992—2010 — ЦСК ВПС (Самара)
- 2011 — «Крила Рад» (Самара)
- 2012—2014 — ЦСК ВПС (Самара)
- 2015—2020 — ЦСКА (Самара), як молодіжна команда ЦСКА (Москва)

## Історія
Історія команди ЦСК ВПС почалася на території сучасного Казахстану. 24 травня 1989 року вийшла постанова Держкомспорту СРСР про розвиток жіночого футболу в країні. Незабаром після цього в Казахстанському ДФСО профспілок була створена команда, основу якої склали студентки Казахського державного інституту фізичної культури, а також футболістки команди «Претендент», заснованої в 1988 році в Алма-Аті. Остання з вище вказаних команд встигла взяти участь у всесоюзному турнірі на призи тижневика «Собеседник» (1988, 20-е місце. Перший склад команди: О. Гафіулліна, Н. Малькова, С. Тарасова, О. Соколова, Т. Пікалова, Н. Смолякова, М. Мамаєва, Г. Мусіна, Г. Каримсакова, С. Гогуля, Г. Лизіна, А. Кравченко, А. Ревіна, О. Тесліна, С. Соколова. Тренер — С. Корнецов). Команду очолив підполковник Олександр Соловйов. У 1990 році у команди з'явився спонсор — меблеве виробниче об'єднання «Мерей». Успіхи команди були помічені в СКА-11 ВПС Середньоазіатського військового округу СРСР (73-тя Повітряна Армія зі штабом в Алматі) і команда знову змінила назву з «Мерей» на "СКА-Мерей, ставши першою в СРСР жіночоюї армійської командою з футболу.
В рамках підготовки до чемпіонату 1991 року клуб провів свій перший міжнародний матч та здобув перемогу з рахунком 6:0 над «Міланом».
Після розпаду Радянського Союзу команда перебралася спочатку в Тольятті, а потім в Самару. У 2004 році припинила своє існування через відсутність фінансування. До всіх титулів команду приводив тренерський тандем у складі Олександра Соловйова та Віталія Шашкова.
З 2005 по 2008 рік клуб не існував. У 2009 році команду заявили в Перший дивізіон. Тренером стала колишня гравчиня команди Разія Нуркенова. У 2010 і 2011 роках команда впевнено вигравала зональні турніри, але невдало виступала у фінальних змаганнях.
У 2013 році команда виступала в зоні «Центр-Волга» Першого дивізіону. У 2016 році спортивне товариство ЦСК ВПС приєдналося до ЦСКА. З 2020 року жіноче відділення футболу в спортшколі ЦСКА (Самара) розформовано.

## Досягнення

### Титульні
- / Чемпіонат Росії
  -  Чемпіон (4): 1993, 1994, 1996, 2001
  -  Срібний призер (4): 1992, 1995, 1997, 1998
  -  Бронзовий призер (1): 1999, 2000, 2003

- / Кубок Росії
  -  Володар (1): 1994
  -  Фіналіст (3): 1995, 1996, 2002

- / Чемпіонат Росії з футзалу
  -  Чемпіон (2): 2000, 2001
  -  Бронзовий призер (2): 2002[4], 2003

- Кубок Співдружності
  -  Володар (1): 1996

- Кубок УЄФА
  - 1/4 фіналу (1): 2002/03

- Кубанська весна
  -  Чемпіон (2): 2003[5], 2004

- Чемпіонат МФС Поволжжя
  -  Чемпіон (2): 2006, 2008

- Кубок МФС Поволжжя
  -  Володар (1): 2006

### Матчеві
- Найбільші перемоги:
  - 20:1 матч ЦСК ВПС (Самара) — «Бузулучанка» (Бузулук), який відбувся 6 жовтня 2010 року в Першій лізі;
  - 16:0 мтач ЦСК ВПС (Самара) — «Аненнки» (Калуга), який відбувся 25 червня 2003 року в Першій лізі;
  - 11:1 матч «Волна» (Нижній Новгород) — ЦСК ВПС (Самара), який відбувся в кубку Росії в травні 1993 року.
- Найбільші поразки:
  - 0:4 матчі: ЦСК ВПС (Самара) — «Лада» (Тольятті) (12 липня 2004) та ЦСК ВПС (Самара) — «Енергія» (Воронеж) (28 червня 1998), які відбулися у Вищій лізі;
  - 0:5 матч ЦСК ВПС (Самара) — «Маріелочка» (Йошкар-Ола), який відбувся 6 вересня 2014 року в Першій лізі.

### Інші
- У 13 чемпіонатах Росії, проведених у вищій лізі, зіграла 255 матчу: перемог — 182, нічиїх — 38, поразок — 33, різниця м'ячів 677—166 = +511 (без урахування анульованого результату матчу 01.05.2004 ЦСК ВВС — «Рязань-ТНК», 2:1).
- У 1994 році ЦСК ВПС встановив рекорд пройшовши Чемпіонат без поразок і стала чемпіоном Росії. За 22 матчы здобуто 19 перемог (1 перемога технічна), 3 рази зіграно внічию і жодного разу не програно, а з урахуванням Кубку Росії це 26 поэдинки при 23 перемогах (2 перемоги технічних).
- ЦСК ВПС у чемпіонатах Росії 784 дня не знав поразок — з травня 1993 року по червень 1995 року (35 перемог та 10 нічиїх, при різниці м'ячів 121-17. 30.06.1995 поразка від клубу «Енергія» (Воронеж)).
- Разія Нуркенова — перша гравчиня клубу («Мерей»), яка провела матч за національну збірну (матч 5 травня 1990 року  СРСР —  Болгарія 1:1)[6].
- В рамках товариського турніру[7] «ЦСК ВПС» виграв на стадіоні «Металург» у збірних країн:  Австралія 2:0 (10.08.1994) та  Росія 1:0 (11.08.1994).

### Особисті
- 2 травня 1992 року Саулі Джарболова відзначилася першим голом ЦСК ВПС у чемпіонаті Росії (матч «Волжанка» (Чебоксари) — ЦСК ВПС, 0:1).
- 1 липня 1992 року забитий Перший «Пента-трик» (5 м'ячів в одному матчі) в чемпіонаті Росії Лариси Савіною (матч «Сніжана» (Люберці) — «ЦСК ВПС», 0:6).
- 4 липня 1993 року забитий Перший «дека-трик» (10 м'ячів в одному матчі) в чемпіонаті Росії Ларисою Савіною (матч ЦСК ВПС — «Росія» (Хотьково), 13:1).
- 7 вересня 1993 року забитий Перший «Хет-трик» у чемпіонаті Росії Ларисою Савіною (матч ЦСК ВПС — «Енергія» (Воронеж) — 7:1).
- 5 серпня 1995 року забитий Перший «покер» (4 м'ячі в одному матчі) в чемпіонаті Росії Ларисою Савіною (матч ЦСК ВПС — «Калужанка» (Калуга) — 8:0).
- Ірина Григор'єва, будучи гравцем ЦСК ВПС, взяла участь в матчі Збірна світу — Збірна США (14.02.1999)[8].
- Найбільша кількість матчів у чемпіонатах Росії за ЦСК ВПС провела Сауле Джарболова — 207[9].
- Найбільша кількість сезонів за ЦСК ВПС провела Сауле Джарболова — 12[10].
- Найкращий бомбардир ЦСК ВПС у чемпіонатах Росії Лариса Савіна — 94 голи.
- Найкращий бомбардир ЦСК ВПС у Кубках Росії Лариса Савіна — 11 голів.
- Найкращий бомбардир ЦСК ВПС у чемпіонатах Росії за сезон (1996) Олена Кононова — 32 голи.

## Виступи в турнірах
| Турнір              | Сезон | Дивізіон                        | Місце                | Іг                   | В                    | Н                    | П                    | РМ                   | О                    | Кубок країни         | Бомбардир                                        | Примітки             |
| ------------------- | ----- | ------------------------------- | -------------------- | -------------------- | -------------------- | -------------------- | -------------------- | -------------------- | -------------------- | -------------------- | ------------------------------------------------ | -------------------- |
| Чемпіонат СРСР      | 1990  | Вища ліга, зона 1               | 4                    | 22                   | 9                    | 9                    | 4                    | 35—14                | 27                   | не проводився        | —14 Лариса Савіна                                | [ 11 ]               |
| Чемпіонат СРСР      | 1990  | Вища ліга, матч за 7—ме місце   | 7                    | 1                    | 1                    | 0                    | 0                    | 3—0                  | 2                    | не проводився        | —14 Лариса Савіна                                | [ 11 ]               |
| Чемпіонат СРСР      | 1991  | Вища ліга, зона 2               | 3                    | 22                   | 14                   | 5                    | 3                    | 42—10                | 33                   | відбірковий раунд    |                                                  | [ 12 ]               |
| Чемпіонат Росії     | 1992  | Вищий дивізіон                  |                      | 28                   | 18                   | 6                    | 4                    | 44—16                | 42                   | 1/16 фіналу          | —23 Лариса Савіна                                | [ 13 ] [ 14 ]        |
| Чемпіонат Росії     | 1993  | Вищий дивізіон                  |                      | 22                   | 14                   | 7                    | 1                    | 55—8                 | 35                   | 1/2 фіналу           | —19 Лариса Савіна                                | [ 15 ] [ 16 ]        |
| Турнір у Самарі     | 1994  | товарищеский                    | Переможець           | 2                    | 2                    | 0                    | 0                    | 3—0                  | 4                    | Переможець           |                                                  | [ 7 ]                |
| Чемпіонат Росії     | 1994  | Вищий дивізіон                  |                      | 22                   | 19                   | 3                    | 0                    | 57—9                 | 41                   | Переможець           | —15 Лариса Савіна                                | [ 17 ] [ 18 ]        |
| Чемпіонат Росії     | 1995  | Вищий дивізіон                  | 1—2                  | 22                   | 20                   | 1                    | 1                    | 85—7                 | 61                   | Фінал                | —16 Олександра Світлицька                        | [ 19 ] [ 20 ]        |
| Чемпіонат Росії     | 1995  | Дод. матч за 1—ше місце         |                      | 1                    | 0                    | 0                    | 1                    | 1—2                  | 0                    | Фінал                | Олександра Світлицька                            | [ 19 ] [ 20 ]        |
| Чемпіонат Росії     | 1996  | Вищий дивізіон                  |                      | 22                   | 20                   | 1                    | 1                    | 82—12                | 61                   | Фінал                | —32 Олена Кононова                               | [ 21 ] [ 22 ]        |
| Кубок Співдружності | 1996  |                                 | Переможець           | 2                    | 2                    | 0                    | 0                    | 3—0                  |                      | Фінал                | —2 Олександра Свтлицька                          |                      |
| Чемпіонат Росії     | 1997  | Вищий дивізіон                  |                      | 18                   | 14                   | 3                    | 1                    | 52—8                 | 45                   | 1/4 фіналу           | —17 Олена Кононова                               | [ 23 ] [ 24 ]        |
| Чемпіонат Росії     | 1998  | Вищий дивізіон                  |                      | 16                   | 13                   | 1                    | 2                    | 51—14                | 40                   | 1/4 фіналу           | —10 Галина Комарова                              | [ 25 ] [ 26 ] [ 27 ] |
| Чемпіонат Росії     | 1999  | Вищий дивізіон                  |                      | 20                   | 10                   | 3                    | 7                    | 40—26                | 33                   | 1/2 фіналу           | —8 Ірина Григор'єва                              | [ 28 ] [ 29 ]        |
| Чемпіонат Росії     | 2000  | Вищий дивізіон                  |                      | 16                   | 10                   | 2                    | 4                    | 35—14                | 32                   | 1/2 фіналу           | —21 Ольга Кремльова                              | [ 30 ]               |
| Чемпіонат Росії     | 2001  | Вищий дивізіон                  |                      | 24                   | 20                   | 1                    | 3                    | 82—22                | 61                   | 1/4 фіналу           | —15 Олена Кононова                               | [ 31 ]               |
| Чемпіонат Росії     | 2002  | Вищий дивізіон                  | 4                    | 18                   | 12                   | 3                    | 3                    | 45—10                | 39                   | Фінал                | —7 Ірина Петряєва                                | [ 32 ] [ 33 ]        |
| Кубок УЄФА          | 2002  |                                 | 1/4 фіналу           | 5                    | 2                    | 2                    | 1                    | 8—3                  |                      | Фінал                | —4 Ольга Кремльова                               | [ 34 ] [ 35 ]        |
| Кубанська весна     | 2003  | товарищеский                    | Переможець           | 5                    | 2                    | 3                    | 0                    | 8—1                  | 9                    | 1/2 фіналу           | —3 Ольга Кремльова                               |                      |
| Чемпіонат Росії     | 2003  | Вищий дивізіон                  |                      | 14                   | 8                    | 2                    | 4                    | 32—9                 | 26                   | 1/2 фіналу           | —10 Олена Кононова                               | [ 36 ] [ 37 ]        |
| Краснодарська весна | 2004  | товарищеский                    | Переможець           | 4                    | 4                    | 0                    | 0                    | 9—3                  | 12                   | 1/2 фіналу           | —4 Ольга Кремльова                               | [ 38 ]               |
| Чемпіонат Росії     | 2004  | Вищий дивізіон, 1—ий етап       | 5                    | 12                   | 4                    | 5                    | 3                    | 17—9                 | 17                   | 1/2 фіналу           | —6 Ольга Кремльова                               | [ 39 ] [ 40 ]        |
| Чемпіонат Росії     | 2004  | Вищий дивізіон, за 5—7—ме місце | 5                    | 4                    | 2                    | 2                    | 0                    | 9—4                  | 8                    | 1/2 фіналу           | —6 Ольга Кремльова                               | [ 39 ] [ 40 ]        |
| Чемпіонат Росії     | 2006  | МФС «Приволжжя»                 | Переможець           | 4                    | 4                    | 0                    | 0                    | 17—1                 | 12                   | не виступала         | —3 Оксана Норкіна                                | [ 41 ] [ 42 ]        |
| Чемпіонат Росії     | 2006  | Друга ліга, фінал               | 2                    | 2                    | 0                    | 0                    | 2                    | 1—4                  | 0                    | не виступала         | Дарина Ненашева                                  | [ 43 ]               |
| Чемпіонат Росії     | 2008  | МФС «Приволжжя»                 | Переможець           | 6                    | 6                    | 0                    | 0                    | 23—0                 | 18                   | не грала             | —5 Оксана Норкіна та Ірина Агафонова             | [ 44 ] [ 45 ] [ 46 ] |
| Чемпіонат Росії     | 2009  | Первый дивизион, Зона Центр     | 4                    | 10                   | 5                    | 1                    | 4                    | 17—12                | 16                   | не участвовала       | —4 Анастасия Поздеева                            | [ 47 ] [ 48 ]        |
| Чемпіонат Росії     | 2010  | Перша ліга, Зона Волга          | 1                    | 12                   | 11                   | 1                    | 0                    | 84—6                 | 34                   | не виступала         | —14 Анастасія Поздєєва                           | [ 49 ]               |
| Чемпіонат Росії     | 2010  | Перша ліга, Фінал. Група А      | 4                    | 5                    | 1                    | 4                    | 0                    | 2—1                  | 7                    | не виступала         | Дарина Мещерякова, Валентина Орлова              | [ 50 ] [ 51 ]        |
| Чемпіонат Росії     | 2010  | Перша ліга, Матч за 7—ме місце  | 7                    | 1                    | 1                    | 0                    | 0                    | 3—0                  | 3                    | не виступала         | Крістіна Шмаріна, Валентина Орлова, Анна Дельова | [ 50 ] [ 51 ]        |
| Чемпіонат Росії     | 2011  | «Крила Рад» (Самара)            | «Крила Рад» (Самара) | «Крила Рад» (Самара) | «Крила Рад» (Самара) | «Крила Рад» (Самара) | «Крила Рад» (Самара) | «Крила Рад» (Самара) | «Крила Рад» (Самара) | «Крила Рад» (Самара) | «Крила Рад» (Самара)                             | «Крила Рад» (Самара) |
| Чемпіонат Росії     | 2012  | Перша ліга, Зона Центр—Волга    | 5                    | 12                   | 5                    | 2                    | 5                    | 20—21                | 17                   | не виступала         | —7 Кристина Шамарина                             | [ 52 ] [ 53 ]        |
| Чемпіонат Росії     | 2013  | Перша ліга, Зона Центр-Волга    | 5                    | 10                   | 3                    | 2                    | 5                    | 8—12                 | 7                    | не виступала         | —2 Ганна Дельова та Крістіна Шамаріна            | [ 54 ] [ 55 ]        |
| Чемпіонат Росії     | 2014  | Перша ліга, Зона Центр-Волга    | 4                    | 6                    | 1                    | 1                    | 4                    | 1—8                  | 4                    | не виступала         | Поліна Тельпуховська                             | [ 56 ] [ 57 ]        |
| Чемпіонат Росії     | 2017  | Друга ліга, Зона Волга          | 1                    | 3                    | 2                    | 1                    | 0                    | 7—0                  | 7                    | не виступала         |                                                  | [ 58 ] [ 59 ]        |
| Чемпіонат Росії     | 2017  | Друга ліга, Фінал               | 2                    | 6                    | 5                    | 0                    | 1                    | 32—2                 | 15                   | не виступала         |                                                  | [ 58 ] [ 59 ]        |
| Чемпіонат Росії     | 2018  | Друга ліга, Зона Волга          | 2                    | 3                    | 2                    | 1                    | 0                    | 4—11                 | 7                    | не виступала         |                                                  | [ 60 ]               |

## Гравчині ЦСК ВПС

### на крупних турнірах
| Гравчиня              | ЧЄ—1997            | ЧЄ—1997            | ЧС—1999    | ЧС—1999    | ЧЄ—2001            | ЧЄ—2001            | ЧС—2003    | ЧС—2003    |
| Гравчиня              | матчів             | Гол                | матчів     | Гол        | матчів             | Гол                | матчів     | Гол        |
| --------------------- | ------------------ | ------------------ | ---------- | ---------- | ------------------ | ------------------ | ---------- | ---------- |
| Олена Головко         | 1                  | 0                  | —          | —          | —                  | —                  | —          | —          |
| ірина Григор'єва      | 3                  | 1                  | 4          | 1          | 3                  | 0                  | —          | —          |
| Олена Денщик          | —                  | —                  | —          | —          | —                  | —                  | 3          | 0          |
| Тетяна Євгорова       | 2                  | 0                  | 4          | 0          | —                  | —                  | 4          | 0          |
| Юлія Ісаєва           | —                  | —                  | —          | —          | 0                  | 0                  | —          | —          |
| Наталія Карасьова     | —                  | —                  | 4          | 1          | 1                  | 0                  | —          | —          |
| Ольга Карасьова       | —                  | —                  | —          | —          | 3                  | 0                  | —          | —          |
| Галина Комарова       | 3                  | 0                  | 4          | 1          | 3                  | 0                  | 4          | 0          |
| Олена Кононова        | 3                  | 0                  | —          | —          | —                  | —                  | —          | —          |
| Ольга Кремльова       | —                  | —                  | —          | —          | 3                  | 0                  | —          | —          |
| Світлана Петько (вр.) | 2                  | (3)                | 4          | (5)        | 3                  | (7)                | 0          | 0          |
| Марія Пігальова (вр.) | —                  | —                  | —          | —          | —                  | —                  | 0          | 0          |
| Лариса Савіна         | 3                  | 1                  | 4          | 1          | —                  | —                  | —          | —          |
| Олександра Світлицька | 3                  | 0                  | 3          | 0          | 3                  | 1                  | —          | —          |
| Наталія Філіппова     | —                  | —                  | 4          | 0          | 2                  | 0                  | —          | —          |
| Олена Фоміна          | —                  | —                  | —          | —          | 3                  | 0                  | 3          | 1          |
| місце Росія           | 4-те місце в групі | 4-те місце в групі | 1/4 фіналу | 1/4 фіналу | 3-тє місце в групі | 3-тє місце в групі | 1/4 фіналу | 1/4 фіналу |

## ЦСК ВПС-2 (молодіжний склад)

### Статистика виступів
| Сезон | Дивізіон                   | Місце                                 | Іг                                    | В                                     | Н                                     | П                                     | М                                     | О                                     | Кубок Росії | Бомбардир            |
| ----- | -------------------------- | ------------------------------------- | ------------------------------------- | ------------------------------------- | ------------------------------------- | ------------------------------------- | ------------------------------------- | ------------------------------------- | ----------- | -------------------- |
| 1995  | Чемпіонат Росії, 1—ша ліга | 8                                     | 18                                    | 3                                     | 6                                     | 9                                     | 19—55                                 | 15                                    | 1/16 фіналу | —10 Лариса Васильєва |
| 1996  | Чемпіонат Росії, 1—ша ліга | зігравши 2 матчі знялася з чемпіонату | зігравши 2 матчі знялася з чемпіонату | зігравши 2 матчі знялася з чемпіонату | зігравши 2 матчі знялася з чемпіонату | зігравши 2 матчі знялася з чемпіонату | зігравши 2 матчі знялася з чемпіонату | зігравши 2 матчі знялася з чемпіонату | 1/8 фіналу  | -                    |

## Відомі тренери
- 1988 — Сергій Корнєцов[2]
- 1989—2003 — Олександр Соловйов (другий тренер Віталій Шашков)
- 2004 — Віталій Шашков
- 2005—2018 — Разія Нуркенова

## Лтература
- М.Н.Кацман, С.О. Фадеев. Краткая энциклопедия женского футбола. — Калуга : «Калуга вечерняя», 1996. — 145 с. — 1000 прим.
- В.И.Черкашин. От «Сибирячки» до «Енисея». — Красноярск : ООО «ИПЦ «КаСС», 2012. — 280 с. — 1000 прим.